# Јован Радомир
Јован Радомир (Србац, 8. септембар 1963) српски је и шведски телевизијски водитељ. Два пута је објављивао резултате шведског гласања на такмичењу Песма Евровизије, 2004. и 2006. године.
Написао је текст за енглеску верзију песме „Молитва“ Марије Шерифовић, представницу Србије на такмичењу Песма Евровизије 2007.
Године 2011. је објавио српски кувар на шведском језику.
Заједно са колегиницом Драганом Косјерином је био водитељ избора српског представника за Песму Евровизије 2022. године.
Увршћен је у „Енциклопедију националне дијаспоре”, коју уређује Иван Калаузовић Иванус.